# Litsea citriodora
Litsea citriodora là loài thực vật có hoa trong họ Nguyệt quế. Loài này được (Siebold & Zucc.) Hatus. miêu tả khoa học đầu tiên năm 1937.